# Hieronymus Fäßler

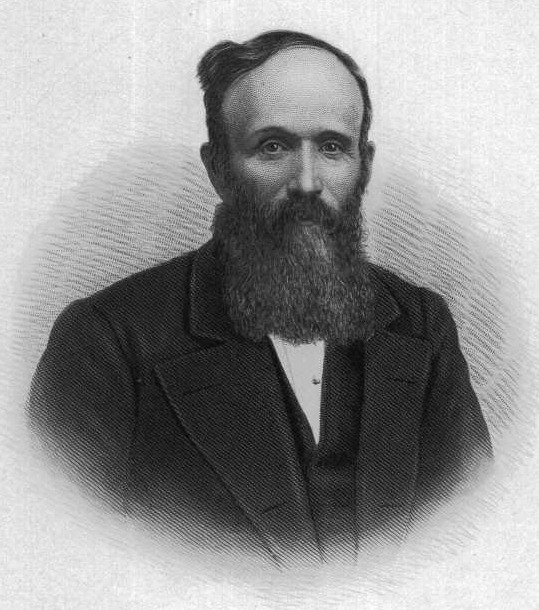
Jerome Fassler alias Hieronymus Fäßler, Springfield (Ohio), 1880

Hieronymus Fäßler (* 2. Juni 1823 in Weiler im Allgäu, heute Ort der Gemeinde Weiler-Simmerberg; † 7. Dezember 1903 in Goldach SG, Kanton St. Gallen, Schweiz), auch Ronimus und später in den USA Jerome Fassler genannt, war ein bedeutender Unternehmer und technischer Pionier bei der Konstruktion von Mähmaschinen und Untergrundbahnen.

## Leben

### Elternhaus – Kindheit – Ausbildung – Auswanderung

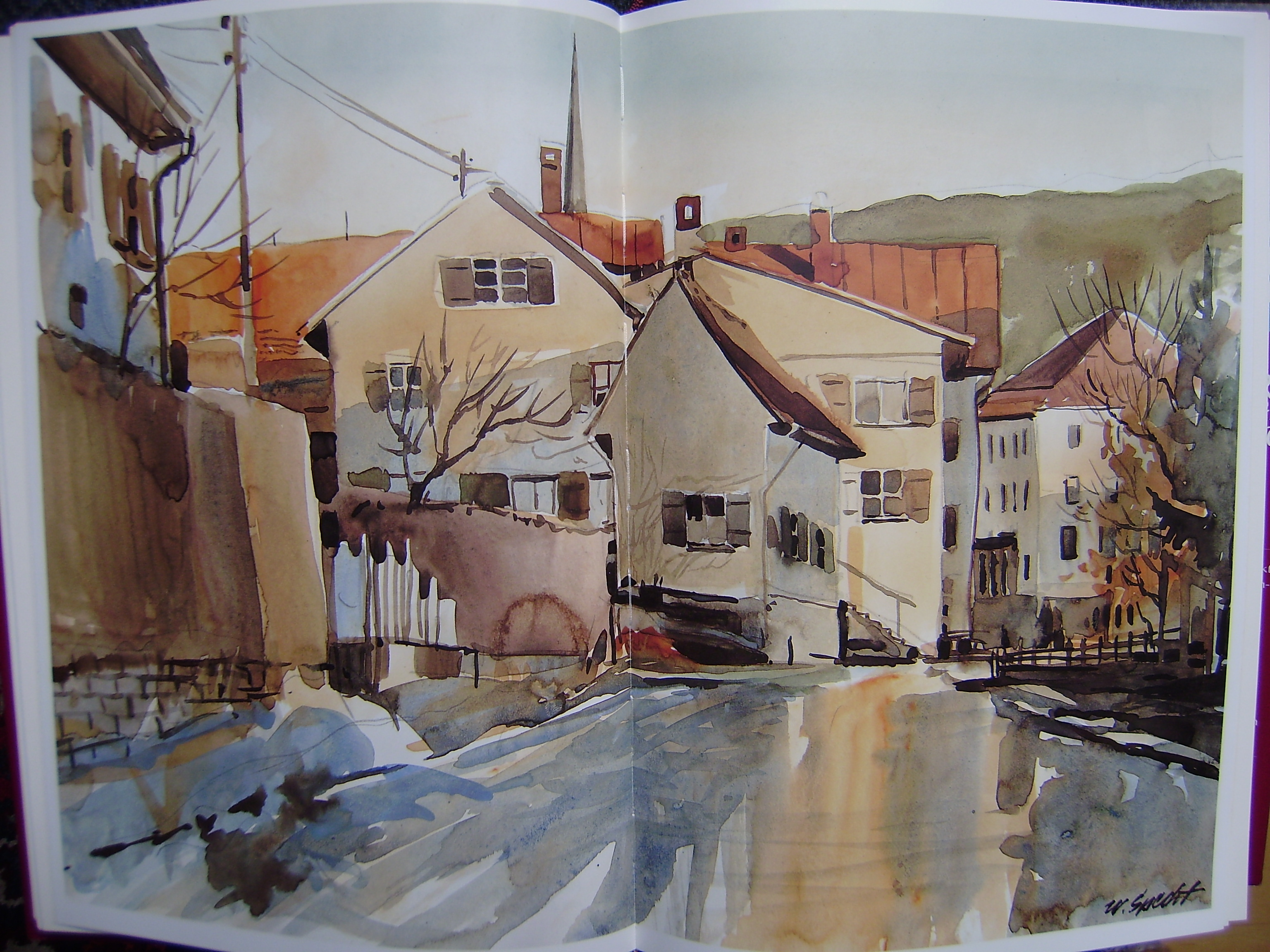
Fäßlers Elternhaus in Weiler im Allgäu vor dem Abriss

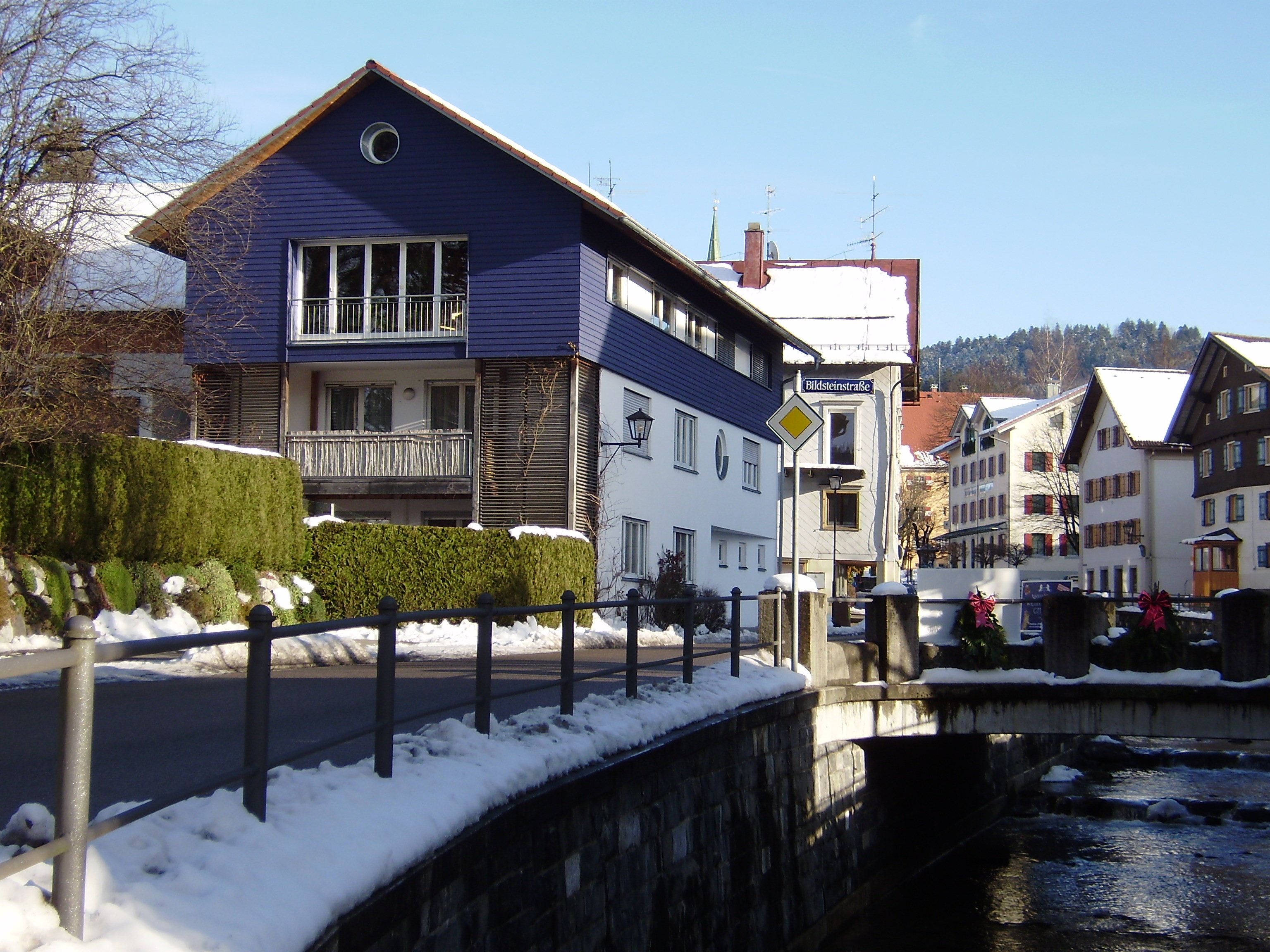
Fäßlers Elternhaus in Weiler im Allgäu (Nachfolgegebäude)

Das Geburtshaus von Hieronymus Fäßler hieß "zum Schlosser" und stand bis in die 1980er Jahre an der Hauptstraße (heute Nr. 36) dort, wo die Bildstockstraße mit einer Brücke über den Hausbach führt. Im Auftrag des Ortsheimatpflegers Gerhard Zimmer hat der Allgäuer Mundartpoet, Liedermacher und Maler Werner Specht das Haus vor seinem Abriss in einem Aquarell festgehalten.
Als kleiner Junge hütete Ronimus die Kühe seiner Eltern Ignaz (Ignatius) und Josepha Fäßler, die neben der Schlosserei noch eine kleine Landwirtschaft betrieben. Die Familie war über Generationen für das mechanische handwerkliche Geschick und Erfindungsgabe bekannt; von seinem Großvater über seinen Vater vererbten sich diese Eigenschaften offensichtlich auf seine Brüder und seine Söhne.
Nach der Schulzeit erlernte er in der väterlichen Werkstatt das Schlosserhandwerk. Um den Meistertitel zu erlangen, machte er sich – wie damals üblich – auf Wanderschaft und kam dabei nach Wasserburg am Bodensee, in die Schweiz, nach Baden und in die Pfalz. In der wirtschaftlich und politisch schwierigen Zeit nach der 1848-er Revolution entschloss er sich 1849 mit 28 Jahren, nach Amerika auszuwandern. Seine Ersparnisse reichten gerade für die Überfahrt.

### Anfang in der Neuen Welt

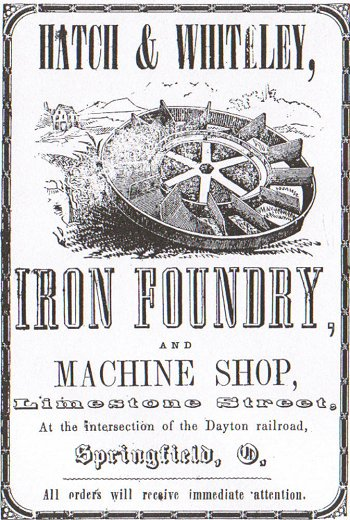
Werbeanzeige Hatch & Whiteley

Jerome kam im Juni 1849 in New-Orleans an Land und machte sich gemeinsam mit dem gleichfalls ausgewanderten Schlosser David Schäfer auf den Weg nach Norden. Schäfer blieb unterwegs in Springfield und versuchte dort sein Glück, Fäßler ging weiter nach Cincinnati, konnte aber in seinem gelernten Beruf keine Beschäftigung finden. Er schlug sich eine harte entbehrungsreiche Zeit als Kesselflicker durch. Im August 1850 zog es ihn nach Springfield im Staat Ohio; die fünf Dollar für die Fahrt hatte er sich borgen müssen. Von der Stunde seiner Ankunft in Springfield fühlte er sich dort zu Hause. Sein Mitauswanderer Schäfer, der sich jetzt amerikanisiert Shafer nannte, hatte einen erfolgreichen Schlosserbetrieb eröffnet und stellte ihn bereitwillig ein. Hieronymus Fäßler, der sich in den USA einfachheitshalber Jerome Fassler nannte, gewann mit der Zeit das Vertrauen seines Arbeitgebers und wurde in kurzer Zeit sein Partner, trat aber bald danach in die Eisengießerei und mechanische Werkstatt Hatch & Whiteley ein. Nach bescheidenem Beginn als Schlosser-Facharbeiter wurde er Partner in einem Kleinbetrieb, dann Betriebsleiter einer größeren Werkstatt. Er gründete schließlich eine eigene Firma zur Reparatur und Produktion von landwirtschaftlichen Maschinen in einer selbst errichteten Fertigungsstätte, die danach die Geburtsstätte der berühmten Champion Erntemaschine (Champion mower and reaper) werden sollte.

### Entwicklung der „Champion“
In zäher Planungs- und Entwicklungsarbeit nach Betriebsschluss arbeitete Fäßler an der neuartigen Mähmaschine.
Von 1851 an beschäftigte sich der befreundete William N. Whiteley, den er aus seiner Zeit bei Hatch & Whiteley (dieser Whiteley war ein Onkel von William N.) kannte, ein ebenfalls hart anpackender und zielstrebiger Mechaniker, mit dem Reaper und arbeitete in jeder verfügbaren freien Zeit daran, unterstützt und beraten durch Jerome Fassler. 1856 waren die beiden soweit und gründeten partnerschaftlich die Firma „Whiteley & Fassler“ um die Maschine in größeren Stückzahlen herzustellen.
Whiteley nannte ihr Produkt selbstbewusst „Champion“, konnte aber damals noch nicht wissen, welchen einmaligen Siegeszug diese berühmteste Landwirtschaftsmaschine aller Zeiten antreten und für Jahrzehnte Springfield zur „Champion-City“ machen würde (als Synonym heute noch bekannt).
Die Frage, wer mehr zur Entwicklung der Champion beigetragen hat, ist müßig. Die amerikanischen Quellen stellen William N. Whiteley in den Vordergrund, die deutschen Fäßler. In Wahrheit wird es sich um ein Gemeinschaftswerk der befreundeten Konstrukteure gehandelt haben.
Die Champion wurde ein voller Erfolg. Die beiden zielstrebigen Partner stellten 1856 in ihrem ersten Jahr im Zweimannbetrieb immerhin 25 Maschinen her (andere Quellen sprechen von 20), konnten jedoch der hohen Nachfrage bei weitem nicht entsprechen. Sie verdoppelten und verdreifachten in den ersten Folgejahren ihre Produktion, aber auch das reichte nicht.

### Das Großunternehmen zur Produktion der Champion
Whiteley und Fassler mussten den Kleinbetrieb hinter sich lassen und zu einer Großfabrikation übergehen. Hierzu fehlte jedoch das erforderliche Kapital.
Glücklicherweise trafen sie auf den vermögenden Oliver Smith Kelly, befreundeten und verbündeten sich im darauffolgenden Jahr 1857 mit ihm und gründeten mit ihm als dritten Partner und Kapitalgeber das Unternehmen „Whiteley, Fassler & Kelly“.
Wie sich aus dieser Firma dann die „Champion-Gruppe“ oder Champion Interest entwickelte, ist dem hier verlinkten eigenen Artikel zu entnehmen.

### Die East Street Shops
Die hervorragenden Geschäftsergebnisse verleiteten William N. Whiteley, den rührigen Anführer des Dreierkonsortiums, zu der für damalige Zeiten außergewöhnlichen Planung einer riesigen neuen Werksanlage an der East Street in Springfield. Die beiden Partner Kelly und Fassler hielten das Vorgehen für zu risikobehaftet, versuchten Whiteley zu zügeln und drohten schließlich mit dem Ausstieg aus der Firma. Whiteley setzte seine Planung durch und verlor dadurch seine getreuen Mitstreiter Kelly (1881) und Fassler (1882). Beide verkauften ihre „Whiteley, Fassler & Kelly Company“-Anteile an Whiteley und gingen unternehmerisch eigene Wege. Whiteley baute die riesige Werksanlage an der East Street, wurde aber letztendlich nicht glücklich damit.

### Niedergang der Firma
Dass die Trennung einer überaus erfolgreichen Geschäftspartnerschaft am Ende auch mit Schwierigkeiten und unschönen Aktionen verbunden sein kann, geht aus archivierten Zeitungsberichten der New York Times hervor, die davon berichtet, dass es der Firma Whiteley, Fassler & Kelly in der Folgezeit durchaus nicht mehr so blendend ging wie vorher. Banken wollen ihr Geld zurück. Drohende Konkurse versuchte Whiteley durch Rückkauf der Anteile aufzuhalten; schließlich verkaufte er an die Konkurrenz.
Vor Fäßler war 1881 schon Oliver S. Kelly aus der Firma ausgestiegen. Angeblich wegen des "flamboyanten" Lebensstils Whiteleys. Daraus ist zu schließen, dass es sich bei den früheren Biographien, die die Bescheidenheit und Zurückhaltung Whiteleys loben, um übertriebene schmeichelhafte Kommentare handelt, die zumindest später nicht mehr galten. Die Gesellschaft firmierte wegen des erfolgreichen Namens der drei Gründerpersönlichkeiten weiter unter Whiteley, Fassler & Kelly.
Fünf Jahre nach dem Ausstieg Fäßlers versuchte Whiteley von ihm Geld zu fordern. Der konnte sich aber des Angriffs, wie der Bericht der New York Times zeigt, erwehren. Dabei spielte er allerdings seine Eisenbahnambitionen und -aktivitäten stark herunter, was, – wie die Geschichte der New Yorker Untergrundbahn später zeigt – eine Zweckbehauptung war.

### Untergrundbahnen
Fäßler war inzwischen fast 60 Jahre alt. Er hatte bis auf den Familiensitz alle seine Besitztümer in Springfield veräußert, war immens reich und frei und suchte die Herausforderung eines neuen Betätigungsfeldes, den Bau einer Untergrundbahn in New York City. Da er über keine ausreichenden Erfahrungen auf dem neuen Gebiet verfügte, besuchte und befragte er die erfolgreichen Betreiber von Untergrundbahnen mehrerer europäischer Städte. Schließlich fand er in der London Underground das ihm zusagende Vorbild für seine Bahn. Er ging zurück nach New York und projektierte die ersten Teilstücke. S. 73

„Ich erinnere mich, dass er mich an einem Sonntag in meinem Hotel in New York anrief und mich zum Boreal Building mitnahm, wo man seine Modelle und Pläne für die Untergrundbahn besichtigen konnte. Es war gewiss ein großes Projekt und Fassler war von ihm begeistert.“

Das Projekt der New York City Subway litt allerdings unter erheblichen wirtschaftlichen Machtkämpfen und kam nach vielen Vorprojekten und Teilaktivitäten verbunden mit vielen Zeitverlusten und politischen Hindernissen nur schwer voran. Es ist anzunehmen, dass Fäßler deshalb seine Planungsunterlagen für die Underground-Railroad an andere Interessenten verkaufte, die das Projekt schließlich bis zur offiziellen Inbetriebnahme der New York City Subway 1904 durchzogen.

### Ruhestand in der Schweiz
Als mehrfacher Millionär kam Fäßler nach dem Tode seiner Frau 1899 nach Europa zurück und verbrachte dort seinen letzten Lebensabschnitt zusammen mit seiner Nichte Jeannette (von) Lingg in ihrer noblen Villenanlage Mariahalde (Marienhalde) im schweizerischen Goldach SG am Bodensee. Amos Whiteley erwähnt, dass er in dieser Zeit einige persönliche Korrespondenz mit Fäßler hatte, bis er dann von seinem Ableben (1903) erfuhr. S. 74
Jeannette Lingg hatte 1894 das auf einem Hügel an der alten Ausfallstraße von Rohrschach Richtung St. Gallen liegende und von Lage, Größe und Bebauung her respektable Anwesen erworben. Zuvor war es von 1873 bis 1888 im Besitz von Prinzessin Marie von Baden, Herzogin von Hamilton und dann kurz ihrer Erbin Gräfin Tassilo Festice in Keczthely am Plattensee in Ungarn. Das vorhandene noble Haupthaus bot Raum für größere Gesellschaftsanlässe und hatte genügend Zimmer und Säle für ihre Dauergäste.
Die Goldacher Annalen bezeichnen Jeannette Lingg als „zeitweise sehr eigenwillige edle Dame“.
Gegenüber dem unruhigen München, in dem sie vorher gelebt hatte, betrachtete sie Mariahalden als ihr Ruhedomizil.

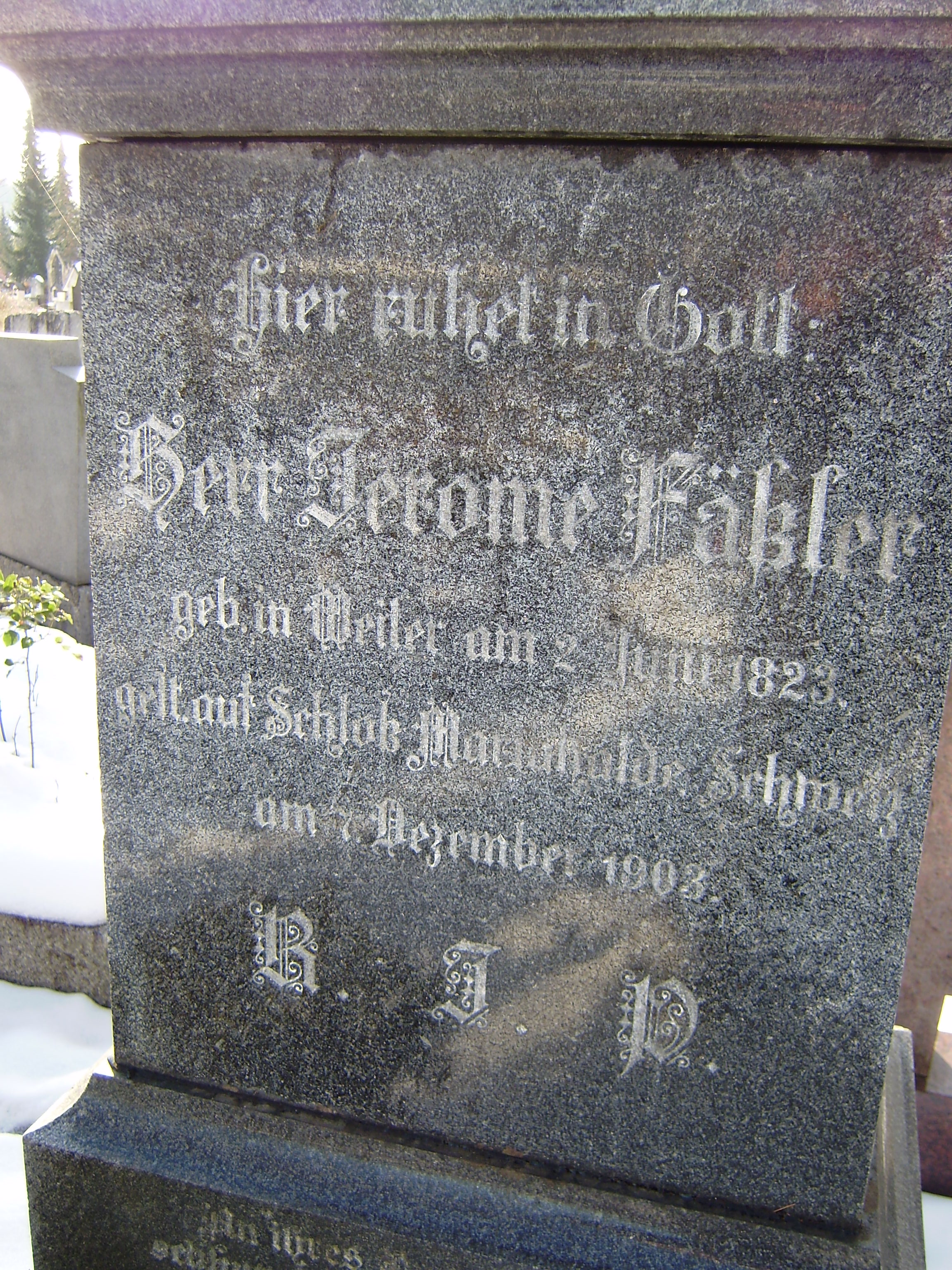
Grabstein in Weiler

1903 starb der Unternehmer und Pionier Hieronymus Fäßler 80-jährig in Goldach und wurde auf seinen Wunsch hin in seinem Geburtsort Weiler begraben. Die New York City Subway, das Projekt, an dem sich Fäßlers zuletzt stark engagiert hatte, ging im Jahr darauf in Betrieb.

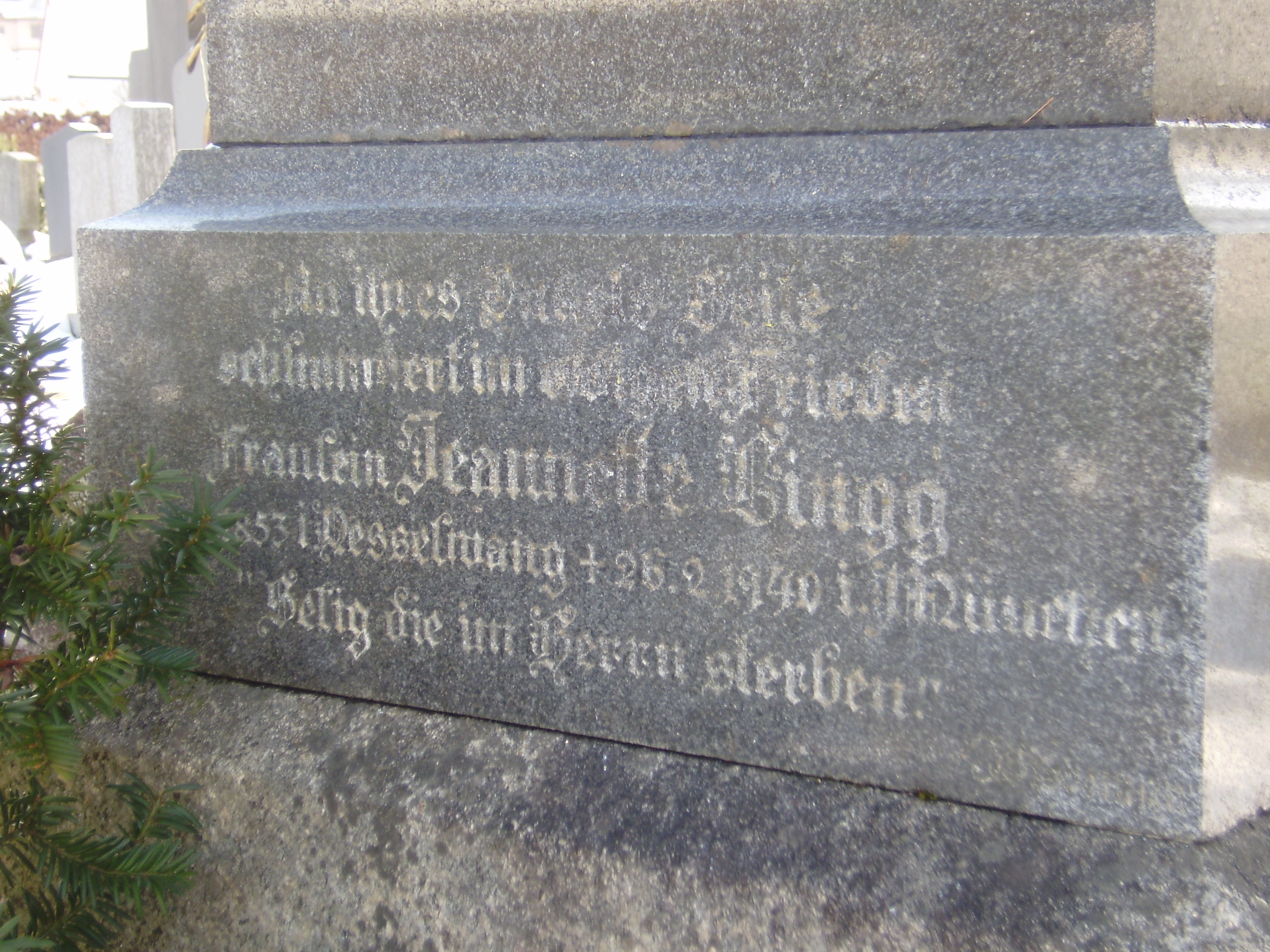
Grabsteinsockel für Fäßlers Nichte Jeannette

Jeannette Lingg hatte mit dem Dichter Hermann Ritter von Lingg einen bekannten Cousin und mit dem Bischof von Augsburg Maximilian Ritter von Lingg einen Bruder, die sich beide von Zeit zu Zeit um ihre Verwandte in der Schweiz kümmerten.
Von August bis November 1914 beherbergte Jeannette Lingg auf Mariahalden mit dem Maler Wassily Kandinsky, der im Ersten Weltkrieg Deutschland verlassen musste, einen berühmten Dauergast.
1917 verließ Jeannette Mariahalden und kehrte nach München Leben zurück. 22 Jahre hatte sie in Goldach als Fremde unter Fremden verbracht. Jeannette Lingg starb 86-jährig im Jahr 1940 und wurde im Grab ihres Onkels in Weiler bestattet.
Hier ruht in Gott / Herr Jerome Fäßler / geb. in Weiler am 2. Juni 1823 / gest. auf Schloß Mariahalde, Schweiz / am 7. Dezember 1903 / R. I. P.
An ihres Onkels Seite / schlummert im ewigen Frieden / Fräulein Jeannette Lingg / * 28.12.1853 in Nesselwang, † 26.2.1940 in München / Selig die im Herrn sterben
(Inschrift auf dem Grabstein in Weiler im Allgäu)

### Wertung durch Zeitgenossen
„Mr. Fassler war ein gründlicher Mechaniker, Maschinenschlosser und Werkzeugbauer mit außergewöhnlicher Gabe zum Erfinden und Perfektionieren von Werkzeugen und Maschinen für die Metallbearbeitung. Er war ein lauterer, rechtschaffener und fleißiger Mensch.“

## Familie und Umfeld

### Sohn studierte in Zürich
Fäßler hatte offenbar schon früh Beziehungen zu der nicht weit von seiner Heimat liegenden Schweiz. So ist den Universitätsmatrikeln der Universität Zürich für das Sommersemester 1871 in der philosophischen Fakultät unter Matrikelnummer 3951 ein Jerome Fassler (* 1853 in Springfield, USA) eingetragen mit den Informationen Eltern: Hr.Jerome F´ in Springfield, ab mit Gen.zgn. 07.08.1871 und der Bemerkung: Student kam aus Weinheim an die Universität.

### Familienstammliste um Hieronymus Fäßler
1. Ignatus Fäßler ⚭ Maria Josepha Sinner
  1. Hieronymus Fäßler oder (amerikanisiert) Jerome Fassler (* 2. Juni 1823 in Weiler im Allgäu; † 7. Dezember 1903 in Goldach SG, Kanton St. Gallen, Schweiz)
⚭ 24. Dezember 1850, Hamilton, Ohio mit Katharine Neiderhoefer oder Niederhöfer (* 28. Mai 1824 in Weiler, Germany; † 22. Januar 1899 in Clark, Ohio, USA).
    1. Barbara Fassler (* um 1852 in Ohio, USA; † ) beim 1880-Census[11] 28 Jahre alt ⚭ am 22. Februar 1876 in Clark County, Ohio, USA mit Charles W. Constantine (* in Ohio, USA; † ), dessen Eltern aus Baden-Baden stammten.
    2. Jerome Fassler (* 12. März 1853 in Clark, Ohio, USA; † 30. März 1939), studierte 1871 in Zürich.
    3. Katherine Fassler (* um 1854 in Ohio, USA; † ) ⚭ 14. November 1877 in Clark County, Ohio, USA mit Oliver Warren Kelly
    4. Armin Fassler (* um 1859 in Ohio, USA; † )
    5. Rose Fassler (* um 1853 in Ohio, USA; † )

  2. Johann Heinrich Fäßler (* 28. November 1826 in Weiler im Allgäu; † unbekannt) wanderte ebenfalls in die USA aus.
  3. Franz Josef Fäßler (* 10. Oktober 1838 (oder 1828?) in Weiler im Allgäu; † unbekannt) wanderte ebenfalls in die USA aus.
  4. N.N. Schwester von Hieronymus Fäßler

### Familienstammliste um Jeanette Lingg
1. Vater von Johann Georg Lingg, Abstammung vom Unterberg in Simmerberg
  1. Johann Georg Lingg, Bäckermeister in Nesselwang, Abstammung vom Unterberg in Simmerberg
⚭1 Franziska Pfanner aus Scheidegg († 1856) 10 Kinder
⚭2 Dorothee Scholl 13 Kinder
    1. Max Joseph (Maximilian Ritter von ...) Lingg (Bischof von Augsburg) (* 8. März 1842 Nesselwang; † 31. Mai 1930 in Füssen)
    2. Jeanette (Maire) (geb. ? Lingg) (* 28. Dezember 1853 in Nesselwang, † 26. Februar 1940 in München)
    3. Hedwig Lingg
    4. weitere 7 Kinder

bekannter Cousin
Hermann (Ritter von ...) Lingg (Dichter) (* 22. Januar 1820 in Lindau (Bodensee); † 18. Juni 1905 in München) Cousin von Maximilian von Lingg und Jeanette von Lingg
mütterliche Vorfahrenslinie von Franziska Pfanner, der Mutter Jeanettes
1. Josef Anton Grüßer ⚭ Anna Miller
  1. Anastasia Grüßer (Lindenberg) ⚭ Franz Anton Pfanner († 1833) aus Lindenberg
    1. Franziska Pfanner aus Scheidegg († 1856)